# Iru (Tallinn)
Pour les articles homonymes, voir Iru.
Iru est un quartier du district de  Pirita  à Tallinn en Estonie.

## Description
En 2019, Iru compte 34 habitants.
Sa superficie est de 0,43 km2.
Iru est limitrophe des quartiers de Priisle, Kose, Kloostrimetsa et Laiaküla et de la commune de Viimsi.
Les rues du quartier sont : Irusilla tänav, Kiviaia tee, Miku tee, Narva maantee et Pärnamäe tee.

## Population
| 2008 | 2010 | 2011 | 2012 | 2013 | 2014 |
| ---- | ---- | ---- | ---- | ---- | ---- |
| 34   | 33   | 32   | 32   | 36   | 37   |

| 2015 | 2016 | 2017 | 2018 | 2019 | 2020 |
| ---- | ---- | ---- | ---- | ---- | ---- |
| 35   | 36   | 34   | 33   | 34   | 40   |

| 2021 | 2022 | - | - | - | - |
| ---- | ---- | - | - | - | - |
| 40   | 40   | - | - | - | - |

## Transports
La ligne de bus n° 49 dessert le quartier.

## Lieux et monuments
L'ensemble du quartier est situé dans la zone de protection paysagère de la vallée de la rivière Pirita (et). 
Le quartier comprend un groupe de maisons individuelles et une petite partie du territoire du jardin botanique de Tallinn.
Iru Linnamägi (et) est une  colline fortifiée atteignant 15 mètres de haut située sur un promontoire au bord de la rivière Pirita.

## Galerie

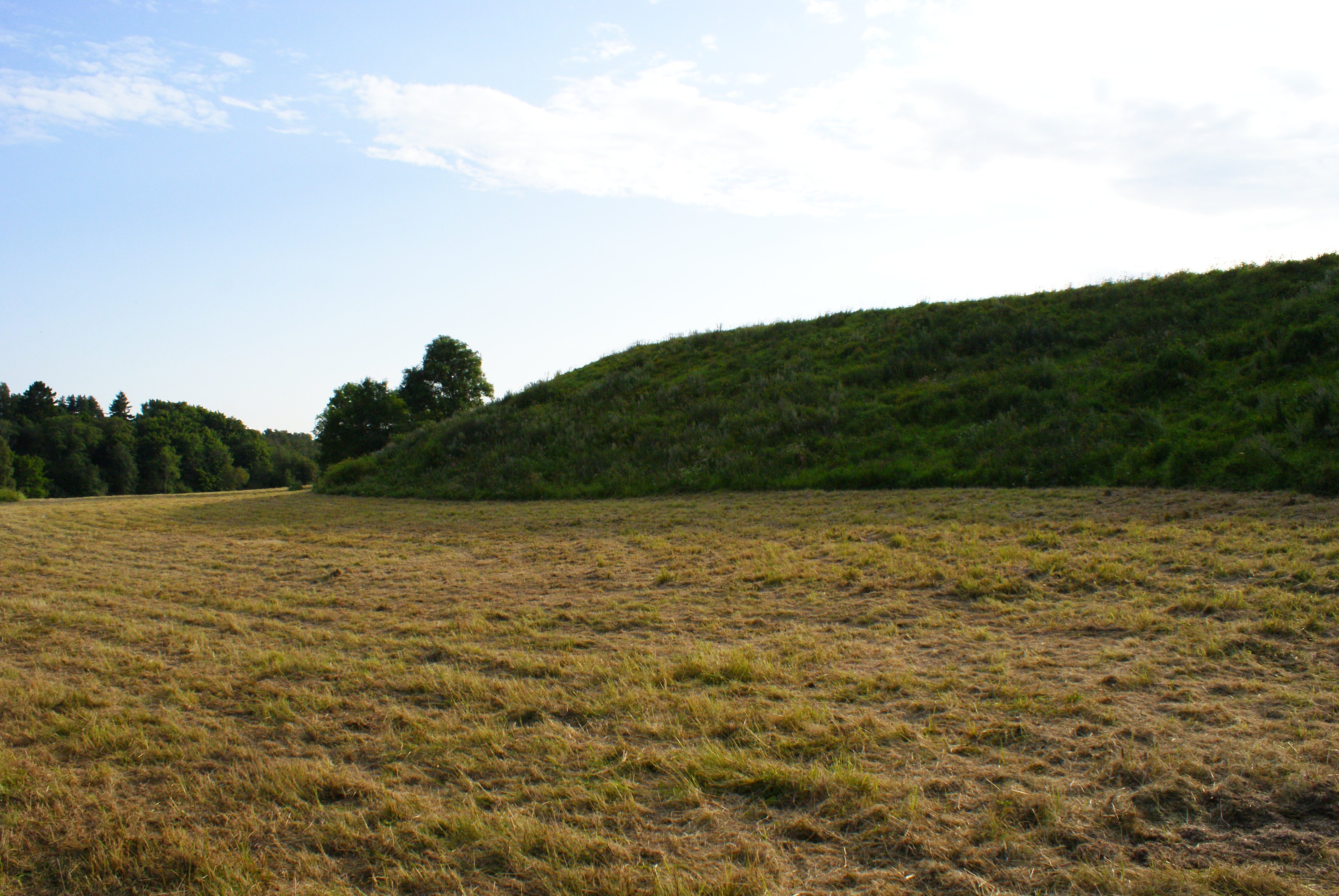
Iru Linnamägi (et).
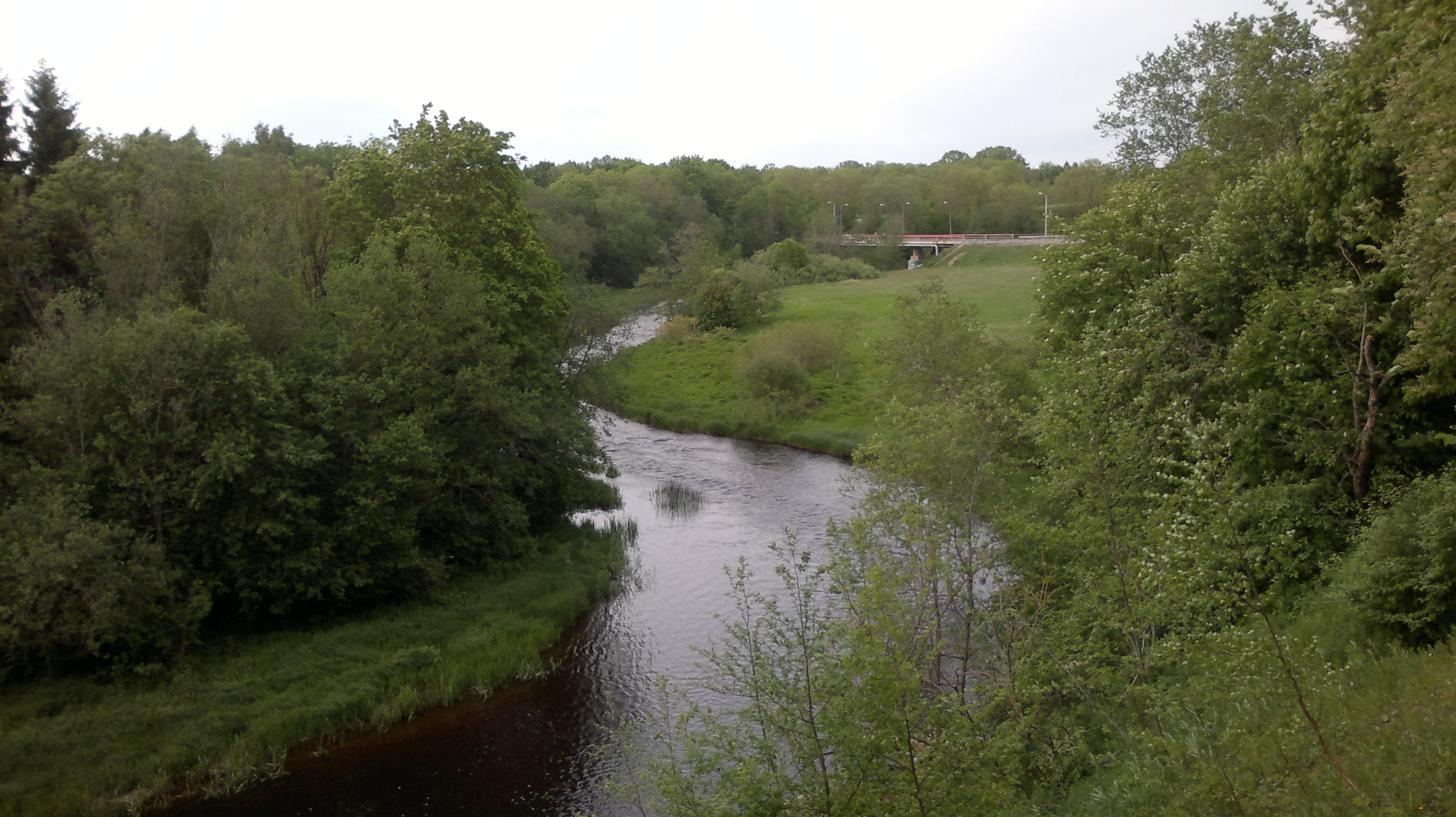
La rivière Pirita vue du pont d'Iru.